# Sphaerodactylus elegans
Espèce
Synonymes
- Sphaerodactylus punctatissimus Duméril & Bibron, 1836
- Sphaerodactylus alopex Cope, 1862

Sphaerodactylus elegans est une espèce de geckos de la famille des Sphaerodactylidae.

## Répartition
Cette espèce se rencontre :
- sur l'île d'Hispaniola ainsi que sur les îles de Grande Cayemite et de La Gonâve ;
- à Cuba ainsi que sur l'île de la Jeunesse.

Elle a été introduite sur l'île de Key West en Floride aux États-Unis.

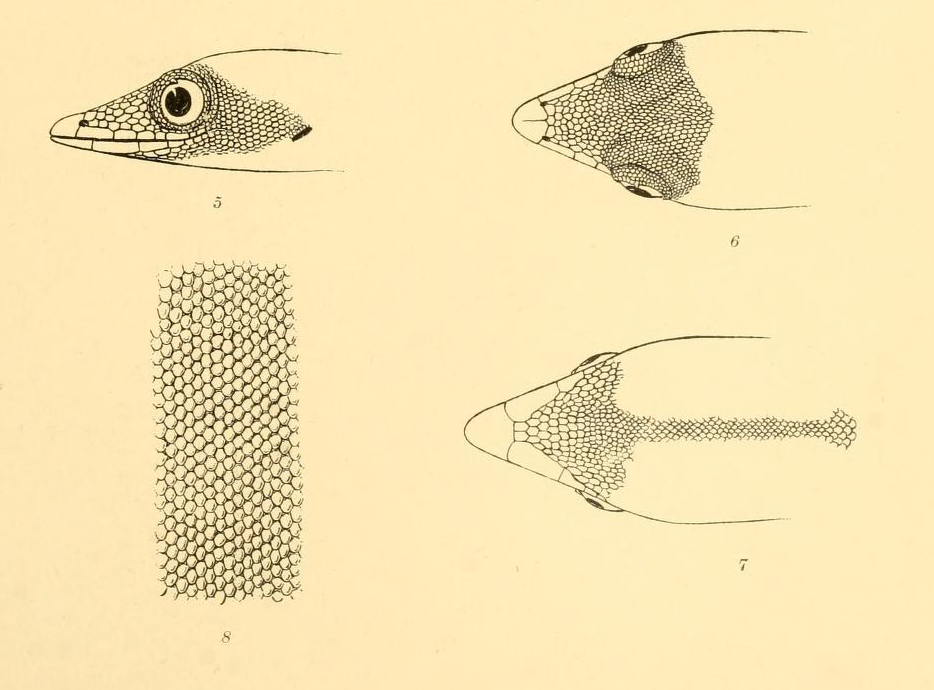

## Liste des sous-espèces
Selon The Reptile Database (15 juin 2012) :
- Sphaerodactylus elegans elegans Macleay, 1834
- Sphaerodactylus elegans punctatissimus Duméril & Bibron, 1836

## Publications originales
- Duméril & Bibron, 1836 : Erpetologie Générale ou Histoire Naturelle Complete des Reptiles. Librairie Encyclopédique Roret, Paris, vol. 3, p. 1-517 (texte intégral).
- Macleay 1834 : A few remarks tending to illustrate the natural history of two annulose genera, namely Urania of Fabricus and Mygale of Walekenien. Proceedings of the Zoological Society of London, vol. 1834, p. 9-12 (texte intégral).